# Ioannis Theaterkerk Wier
Ioannis Theaterkerk Wier (Fries: Ioannis Teätertsjerke Wier), vaak kortaf de Ioannis Theaterkerk of Theaterkerk Wier genoemd, is een theaterkerk en multifunctioneel gebouw in het Friese dorp Wier. Het gebouw betreft het kerkgebouw van de voormalige Nederlands hervormde kerk van Wier.

## Naam
'Ioannis' verwijst naar twee figuren. Dit zijn Johannes (Ioannis) de Doper en de Romeinse god Janus. Johannes de Doper was de beschermheilige van het kerkgebouw. De god Janus wordt vaak afgebeeld als man met twee gezichten, waarvan het begrip 'januskop' is afgeleid. De theaterkerk hanteert deze twee gezichten, als een huilend en een lachend gezicht, als symbool voor theater. Dit is tevens in het beeldmerk van de theaterkerk verwerkt.

## Geschiedenis

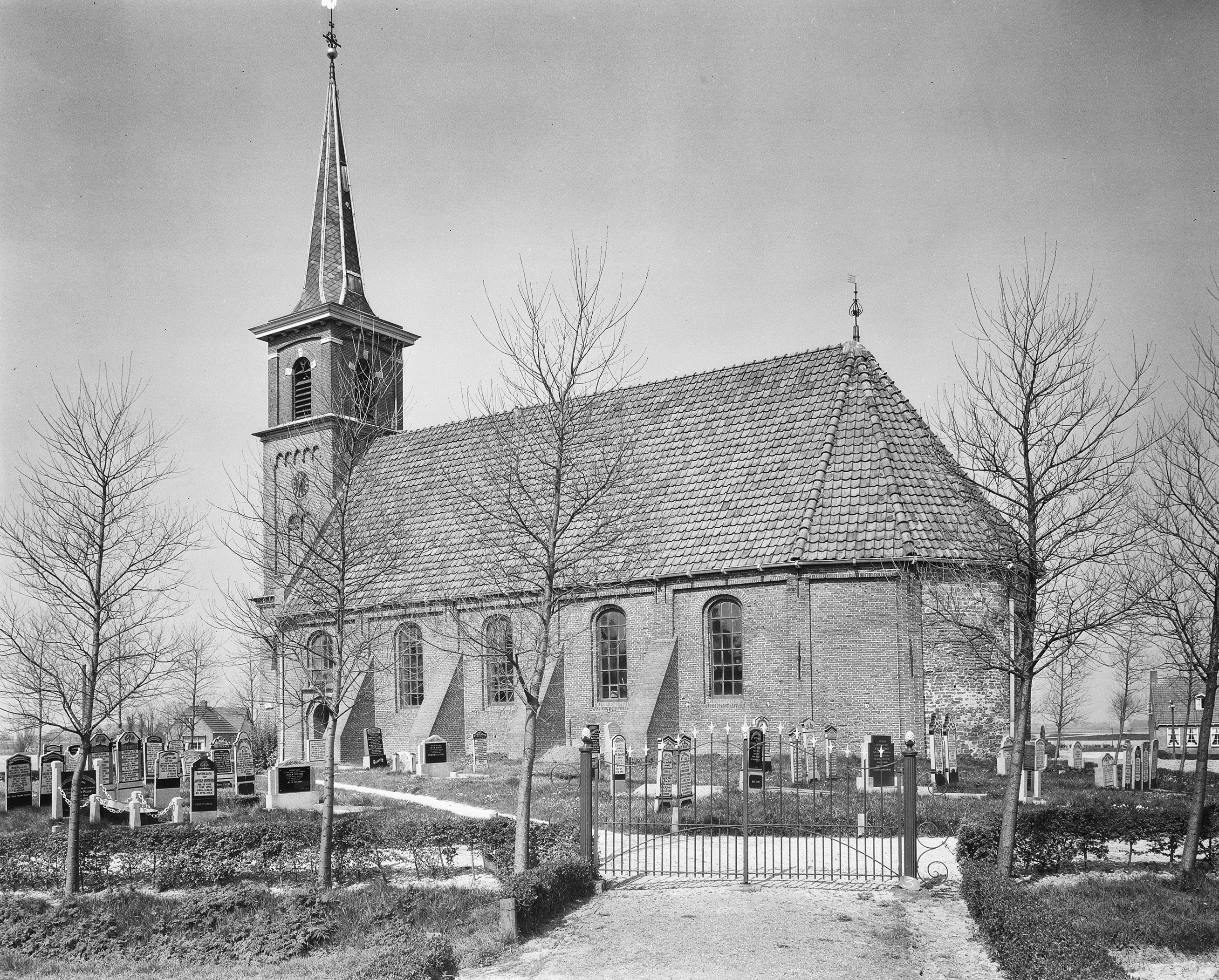
Exterieur van het kerkgebouw in 1959.

Het kerkgebouw dateert uit de 12e eeuw en is gemaakt van kloostermoppen. Het betreft een eenbeukige kerk met een halfronde koorsluiting. In 1786 werd de zuidgevel beklampt. De toren, van drie geledingen met ingesnoerde naaldspits, werd in 1881 gebouwd naar plannen van Foppe Brouwer. De klok dateert mogelijk uit de 13e eeuw. In 1923 werd de zuidgevel van steunberen voorzien.
De preekstoel met dooptuin en de overhuifde herenbank dateren uit de 19e eeuw. Het kerkorgel dateert uit 1842 en is gebouwd door Pieter Jans Radersma. In 1925 werd het orgel gerestaureerd door de orgelmakerij Bakker & Timmenga.
Sinds 1970 heeft het kerkgebouw een status als rijksmonument en is eigendom van Stichting Alde Fryske Tsjerken. In 2011–2012 onderging het kerkgebouw een grootschalige renovatie en werd het herbestemd tot een theaterkerk en multifunctioneel gebouw. Het kerkgebouw draagt sindsdien de naam 'Ioannis Theaterkerk Wier' (Fries: Ioannis Teätertsjerke Wier).

## Astronomisch uurwerk

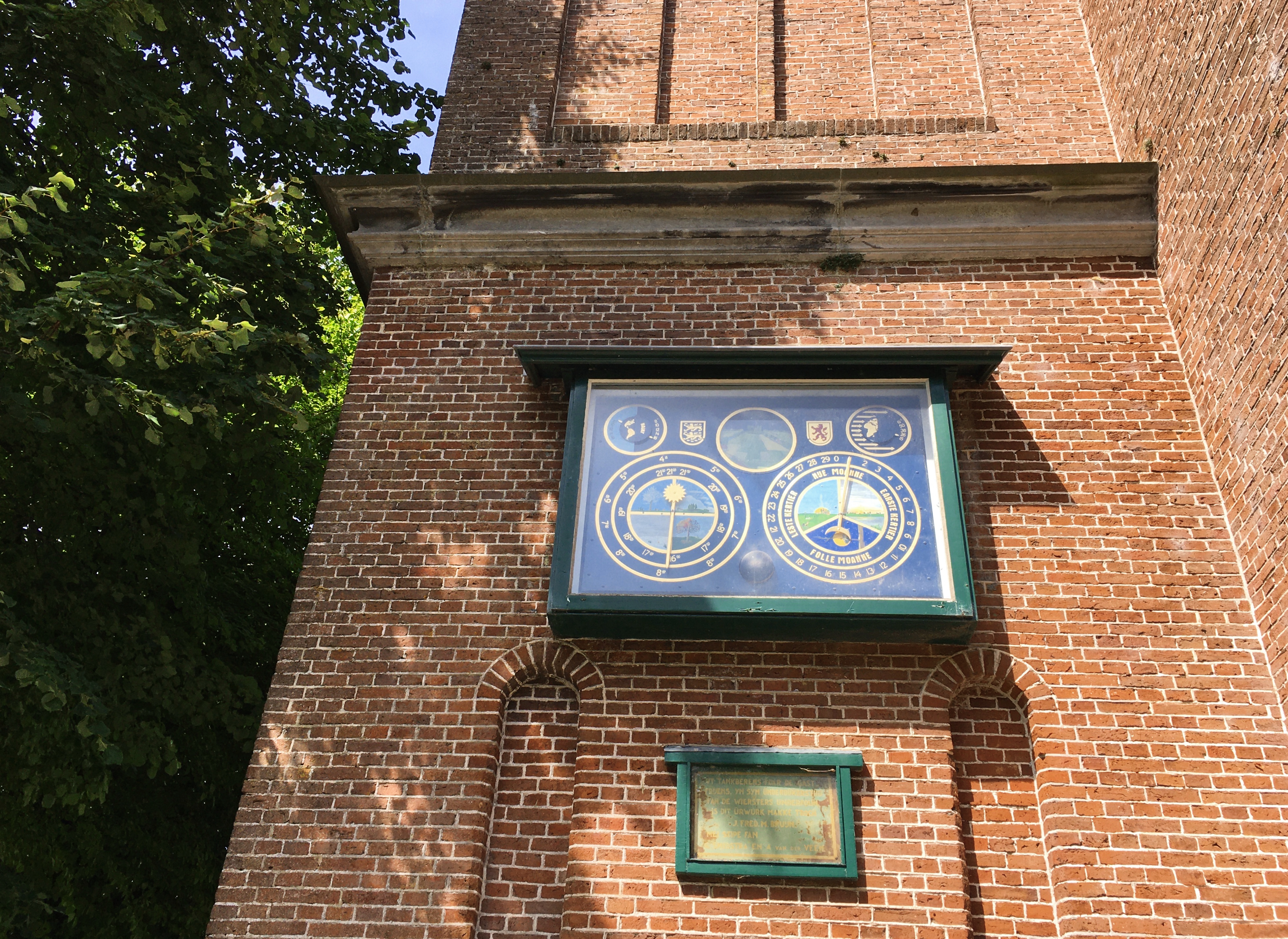
Het astronomisch uurwerk op de zuidgevel van de toren van de theaterkerk.

In 1946 werd aan de zuidgevel van de kerktoren een astronomisch uurwerk bevestigd dat is vervaardigd door onderduiker Fred Bruin. Hij maakte het uurwerk als dankbetuiging voor het onderduiken tijdens de Tweede Wereldoorlog in een Wierse boerderij nabij de kerk. In 2012 is het astronomisch uurwerk gerestaureerd.

## Afbeeldingen

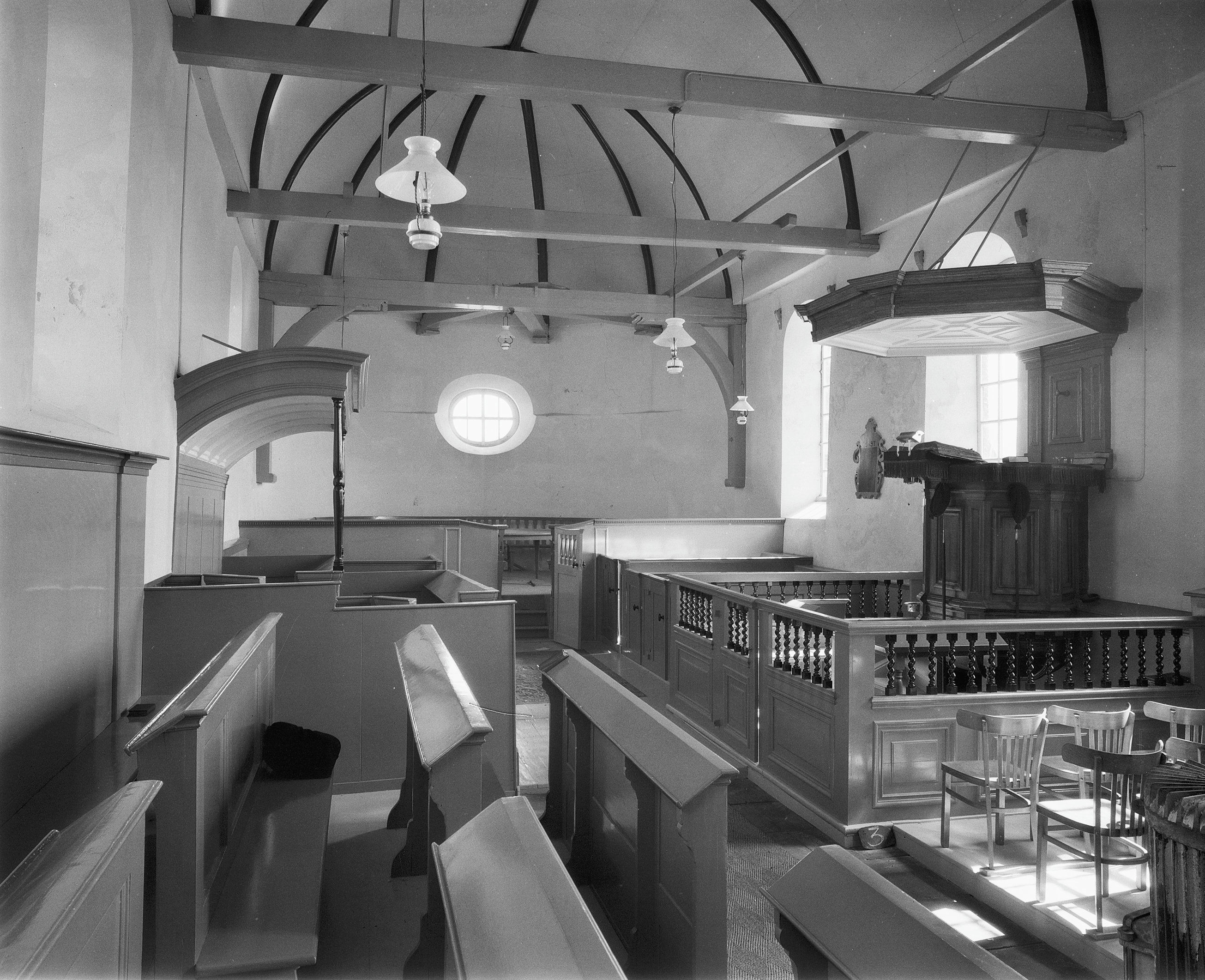
Het interieur met kerkmeubilair in 1959
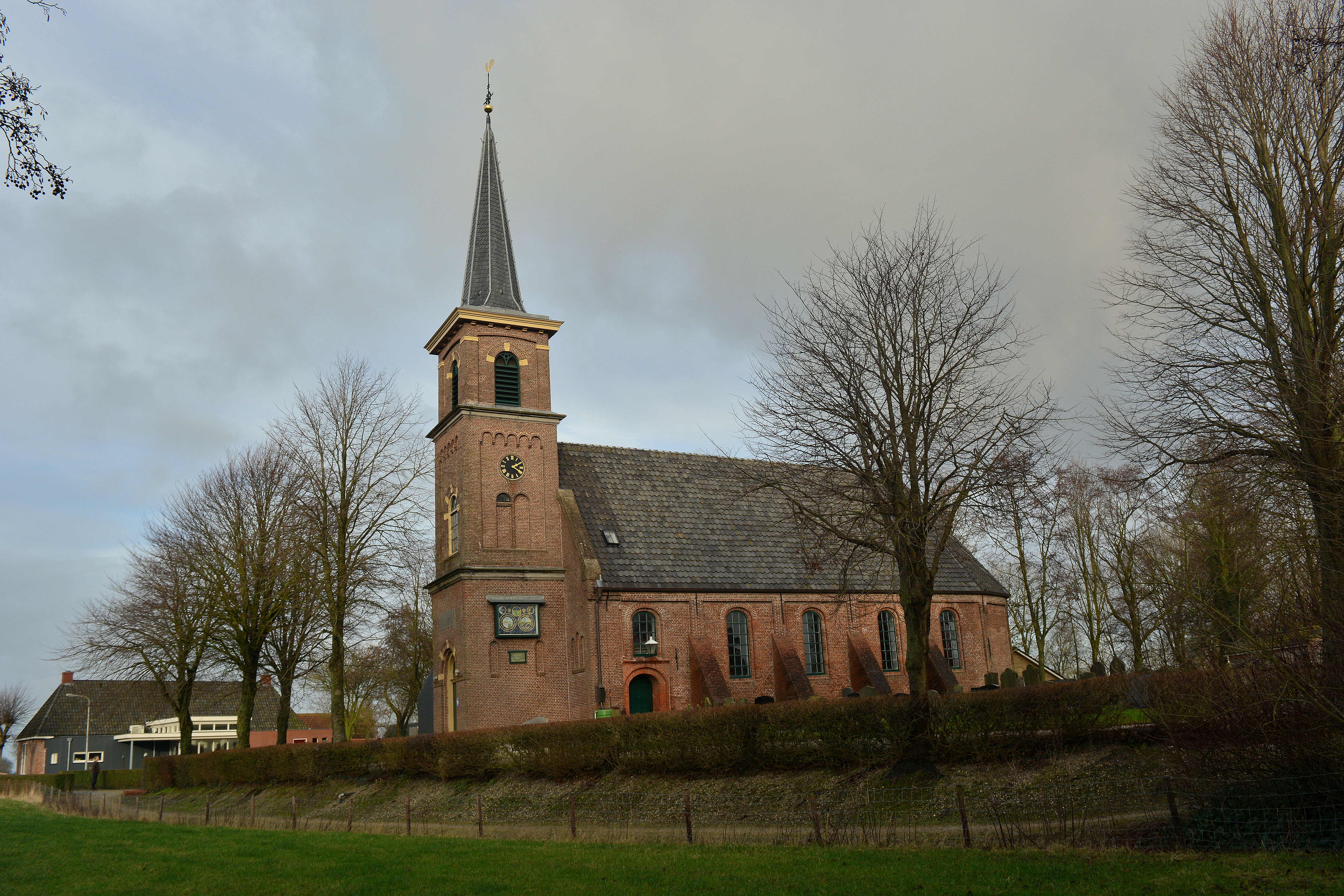
Zicht op de theaterkerk in de winter van 2017
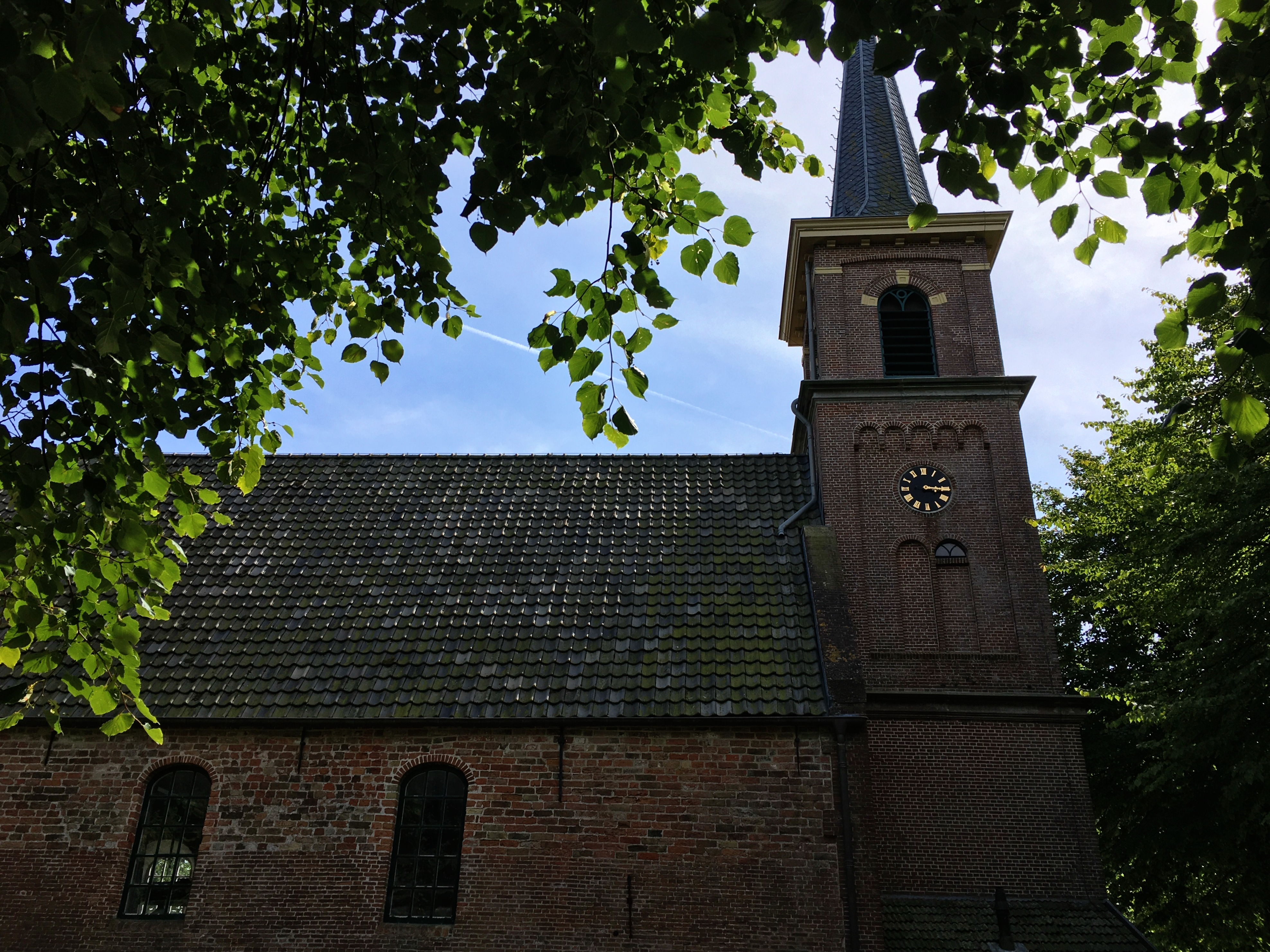
De noordgevel in de zomer van 2022
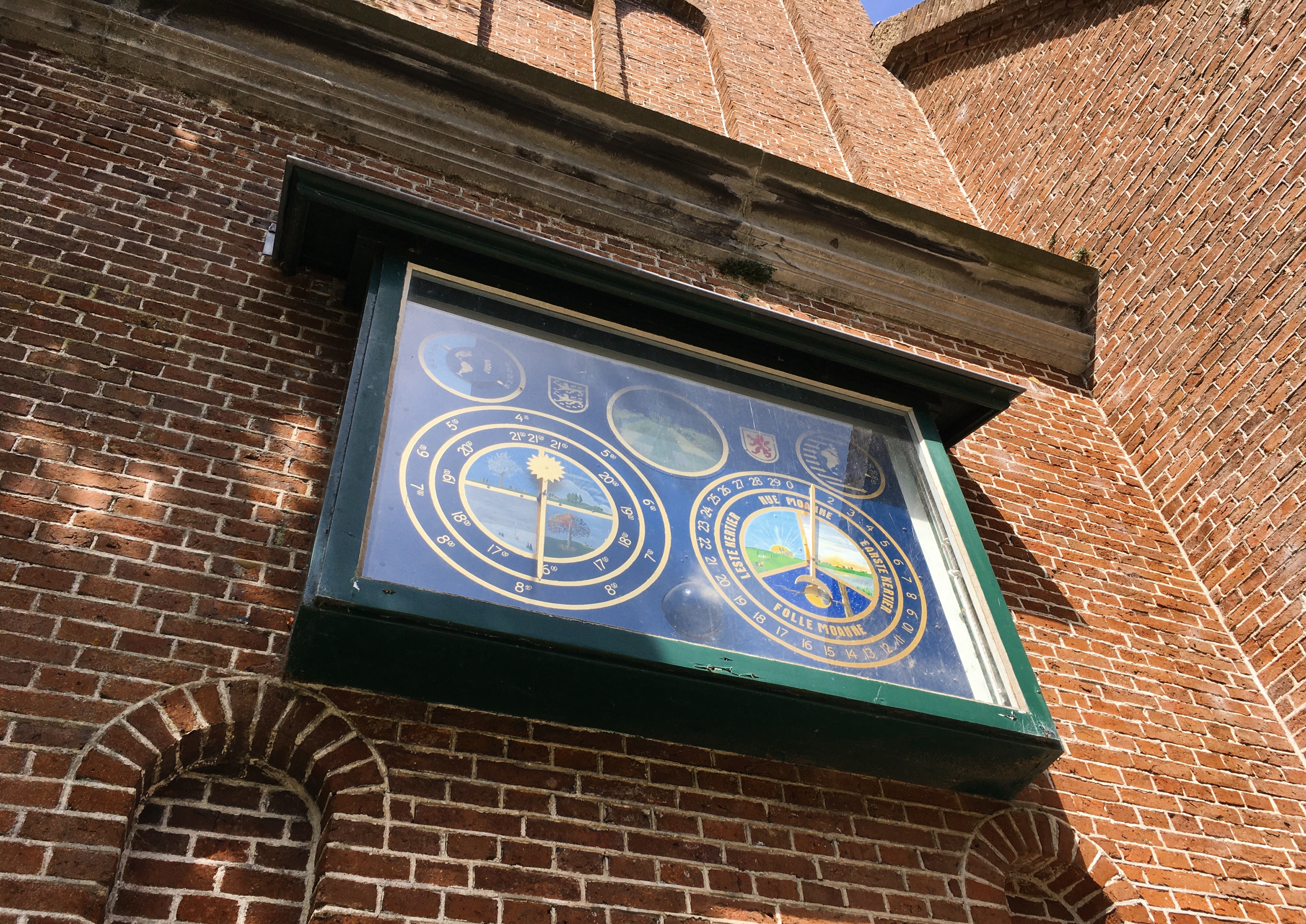
Het astronomisch uurwerk in 2022